# Warren Kealoha
Warren Daniels Kealoha (ur. 3 marca 1903 w Honolulu, zm. 8 września 1972 tamże) – amerykański pływak. Dwukrotny złoty medalista olimpijski.
Był Hawajczykiem. Specjalizował się w stylu grzbietowym. Zawody w 1920 były jego pierwszymi igrzyskami olimpijskimi, triumfował na dystansie 100 metrów stylem grzbietowym. Cztery lata później obronił tytuł. Pływakiem i złotym medalistą olimpijskim był również Pua Kealoha, ale nie byli braćmi. Był mistrzem kraju i rekordzistą globu. W 1968 został przyjęty do International Swimming Hall of Fame.